# Medeja
Medeja (starogrško starogrško Μήδεια: Médeia, latinsko Mēdēa, gruzinsko მედეა) je bila v grški mitologiji hči kolhidskega kralja Eeta, Apsirtova sestra. Jazonu je pomagala pri pobegu s Kolhide, kasneje pa je postala njegova žena.